# Dorfkapelle (Hatterath)

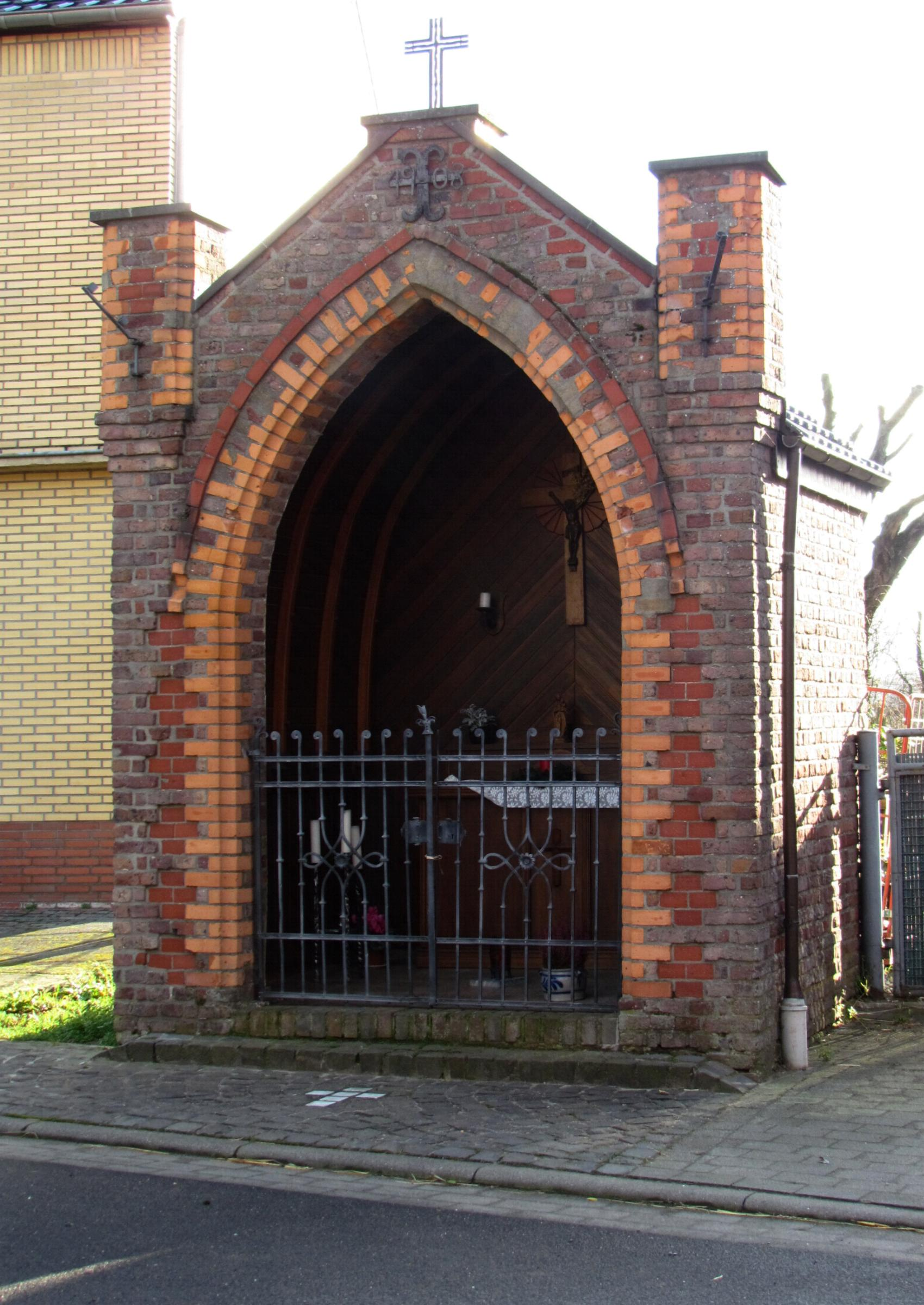

Die römisch-katholische Dorfkapelle befindet sich im Ortsteil Hatterath in der Stadt Geilenkirchen in Nordrhein-Westfalen.

## Lage
Die Kapelle hat ihren Standort im Ortsteil Hatterath an der Hattostraße. Sie ist freistehend, dreiseitig geschlossen mit der Öffnung zur Straße. 

## Geschichte
Das Baujahr der Kapelle ist in Eisenlettern mit 1908 angegeben. Leider sind bisher keine historischen Unterlagen zur Geschichte der Dorfkapelle überliefert. Auf wenigen Bildern ist die Fronleichnamsprozession in den 1940er Jahren zu sehen. Dennoch richtet der Freundeskreis Hatterath im Wechsel zwischen beiden Kapellen jährlich ein Kapellenfest aus, um Sitte, Brauchtum und Tradition, aber auch um Gelder für den Erhalt der Kapellen zu sammelm. Dabei kommt die Geselligkeit nicht zu kurz.

## Architektur
Die Dorfkapelle ist ein kleiner Backsteinbau mit einem Spitzbogen unter einem Satteldach. Das Eingangsportal ist rechts und links mit kleinen Türmchen besetzt. In der Mitte steht ein kleines Giebelkreuz. Darunter in Eisenletter die Jahreszahl. Das Dach ist mit dunkle Dachziegel belegt. Im Innenraum sind Wände und Decke mit Holzbretter verkleidet. Über einen kleinen Holzaltar hängt ein Kruzifix. Im Eingangsbereich ist ein schmiedeeisernes Schutzgitter angebracht.

## Galerie

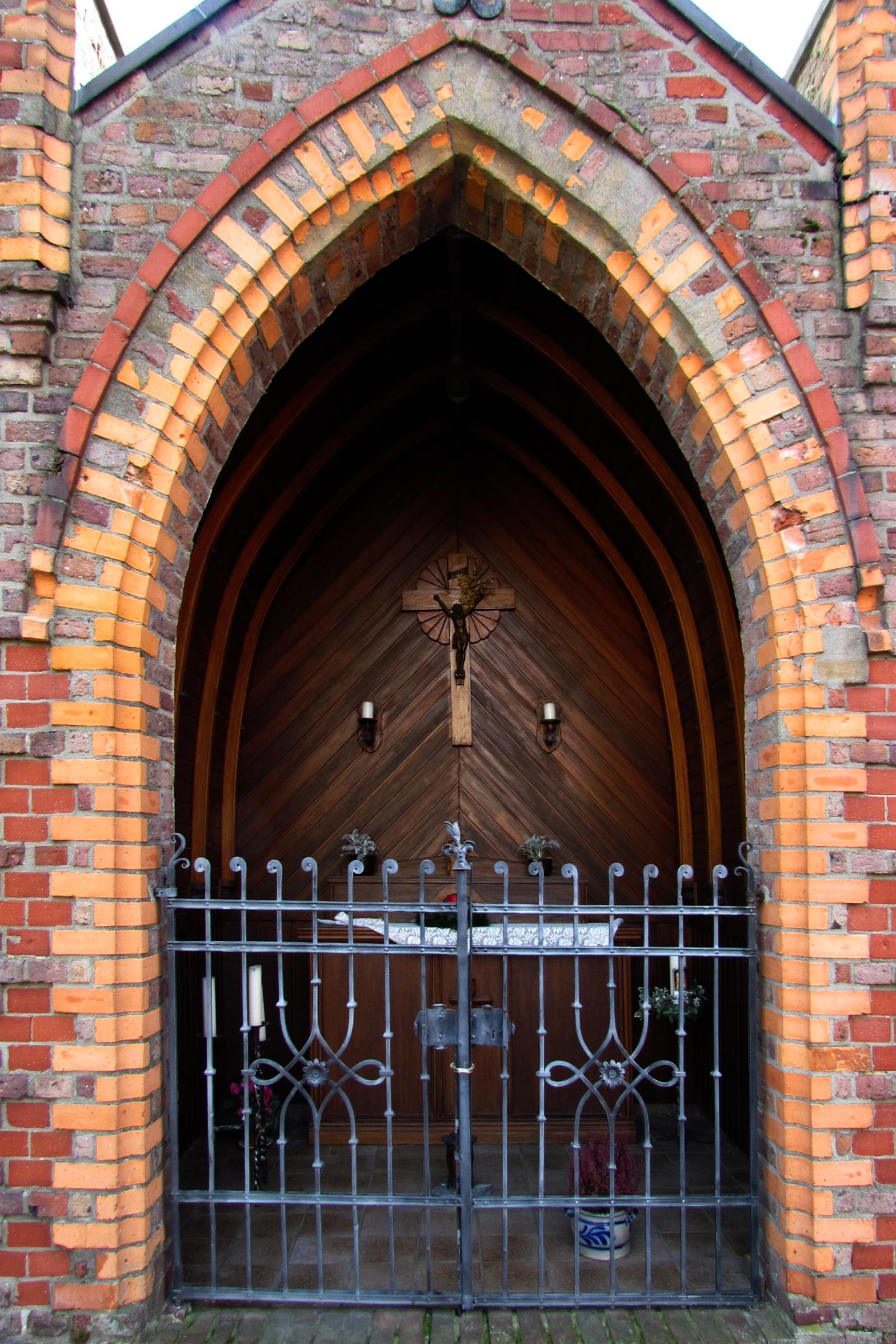
Schutzgitter und Türbogen
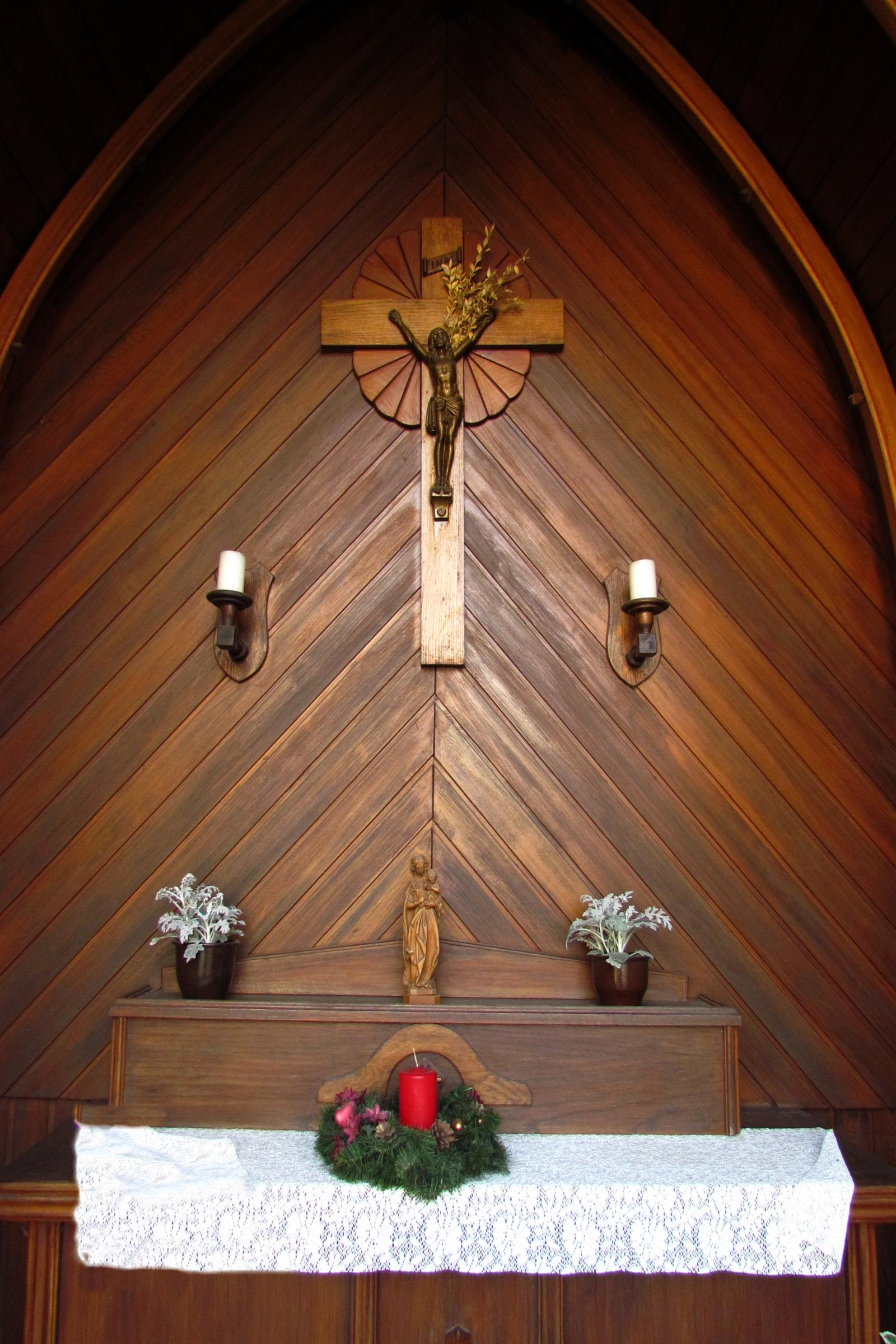
Innenansicht
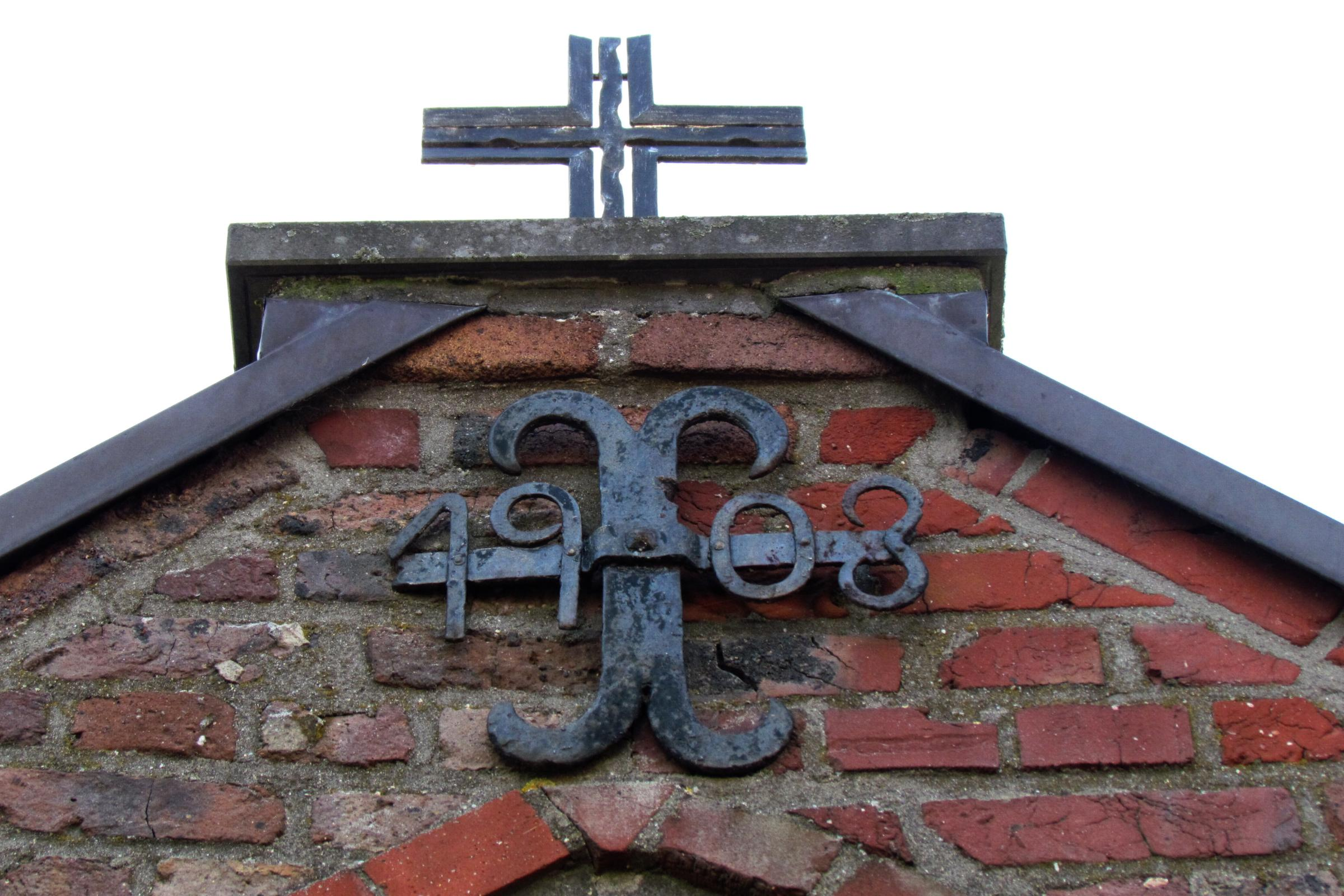
Jahreszahl